# Dunkelbraune Spannereule
Die Dunkelbraune Spannereule (Idia calvaria), auch als Auenwald-Spannereule bezeichnet, ist ein Schmetterling (Nachtfalter) aus der Familie der Eulenfalter (Erebidae).

## Merkmale

### Falter
Die Flügelspannweite der Falter beträgt etwa 24 bis 34 Millimeter. Die Vorderflügelfarbe ist braun mit schwärzlichen und grauweißen Einmischungen, die insbesondere am Costalrand sehr ausgeprägt sind. Die äußere Querlinie sowie die Wellenlinie sind weißlich und begrenzen markant das dazwischen liegende, dunkelbraune Feld. Charakteristisch für die Art sind die sehr kleinen, punktförmigen Ringmakel sowie die großen, deutlichen Nierenmakel, die jeweils auffallend gelb bis gelbbraun gefärbt sind. Die Nierenmakel laufen oftmals sichelförmig oder tropfenförmig aus und haben kleine dunkle Punkte im Randbereich. Auf den grauen Hinterflügeln befinden sich eine deutliche, helle Querlinie sowie gelegentlich weitere etwas undeutlichere, verwischte Linien.

### Ei, Raupe, Puppe
Das Ei ist kugelig, mit leicht eingedrücktem Boden und einem Netzwerk aus gleichmäßigen, sechseckigen Maschen. Anfangs ist es weiß und verfärbt sich kurz vor dem Schlüpfen in einen gelblichen Farbton. Die Raupe ist im Jugendstadium glasig durchscheinend, erwachsen aber bräunlich-violett und hat schwarze, paarig angeordnete Punkte auf jedem Segment. Die Puppe ist gelblichbraun, am Hinterleib dunkel.

## Synonyme
- Epizeuxis calvaria
- Helia calvaria

## Verbreitung
Die Art kommt in Mittelfrankreich, im nördlichen und östlichen Mitteleuropa mit dem Schwerpunkt im Mittelmeerraum vor, außerdem in der Türkei, dem Kaukasus und Kleinasien. und ist hauptsächlich in Auenwäldern, Flussniederungen und Parklandschaften anzutreffen. Sie kommt bis zu einer Höhe von 800 Metern vor.

## Lebensweise
Die Falter der Dunkelbraunen Spannereule sind nachtaktiv und fliegen von Ende Juni bis Anfang September. Im Süden tritt gelegentlich eine zweite Generation auf, deren Falter deutlich kleiner als diejenigen der ersten sind. Sie besuchen gerne Köder und gelegentlich künstliche Lichtquellen. Tagsüber ruhen sie oft kopfabwärts an Baumstämmen, fliegen aber bei Gefahr leicht auf. Die Raupen leben ab August an herab gefallenen, welken, dürren oder modernden Blättern von Laubbäumen oder niedrigen Pflanzen, beispielsweise Pappeln (Populus), Weiden (Salix) oder Ampfer (Rumex). Kesenheimer beschreibt charakteristisches Verhalten bei der Zucht. Demnach minieren die Raupen zunächst das Blatt der Futterpflanze von einer Seite, später von beiden. Sie leben kolonienweise in der Mitte eines Blätterstapels, wo sich eine Wärme- und Zersetzungsschicht gebildet hat und verpuppen sich auch in der Mitte dieses Zentrums in einem festen, mit Blattresten belegten Kokon. Die Raupen überwintern.

## Gefährdung
Die Art ist in Deutschland in vielen Bundesländern selten bis sehr selten. Oftmals liegen die Beobachtungen viele Jahre zurück, und die Art ist heute an vielen Stellen verschollen oder gilt als ausgestorben. Auf der Roten Liste gefährdeter Arten hat sie den Status G (Gefährdung angenommen, aber Status unbekannt) erhalten.